# Gustav Kalixt von Biron

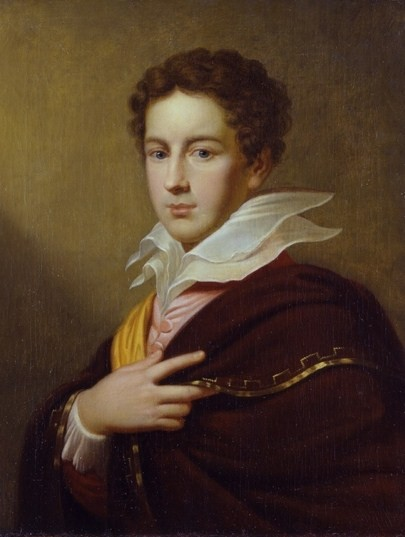
Gustav Kalixt von Biron

Gustav Kalixt Fürst von Biron, Herzog von Kurland (* 29. Januar 1780 in Bomst; † 20. Juni 1821 in Ems) war ein preußischer Generalleutnant.

## Leben

### Herkunft
Gustav war als Sohn von Karl Ernst von Biron (* 15. Februar 1724 in Mitau; † 13. Januar 1800 in Königsberg), Starost von Bomst, und dessen Ehefrau Apollonie, geborene Gräfin von Poninska (* 4. Februar 1760 in Wreschen; † 24. Juli 1800 in Sankt Petersburg), ein Spross des Adelsgeschlechts Biron von Curland. Sein Onkel war Peter von Biron, der letzte Herzog von Kurland und Semgallen.

### Militärkarriere
Von der Zarin Katharina anfangs zum Herzog von Kurland bestimmt, wurde Biron nach der Vereinigung Kurlands mit Russland Leutnant bei der russischen Garde und zum Kammerherrn ernannt.
Während des Vierten Koalitionskrieges unterstützte Biron im Frühjahr 1807 die preußischen Truppen in Schlesien, in dem er die Besatzung der Festung Cosel mit Mänteln und Schuhen versorgte und dem Grafen Götzen bei der Aufstellung neuer Verbände half. Als Dank dafür zeichnete Friedrich Wilhelm III. ihn am 19. April 1807 mit dem Roten Adlerorden aus.
Am 15. Mai 1807 wurde Biron als Oberst in preußischen Diensten angestellt. Der König ernannte ihn am 12. Dezember 1809 zum Chef des Schlesischen Ulanenregiments. Vor Beginn des Feldzugs 1813/14 hielt sich Biron im Hauptquartier des Generals von Kleist auf. Ende Mai 1813 erhielt er Befehl, sich dem Korps Schuler anzuschließen. Dort war Biron als Freikorpsführer tätig, führte mehrfach Streifzüge im Rücken der französischen Armee durch und wurde mit beiden Klassen des Eisernen Kreuzes ausgezeichnet. Im weiteren Verlauf des Feldzuges bewährte Biron sich in den Gefechten bei Weißenfels, Merseburg und Freyburg. Beim II. Armee-Korps nahm er im Februar und März 1814 an der Eroberung französischer Festungen teil und erhielt in Anerkennung seiner Leistungen am 9. Mai 1814 den Orden Pour le Mérite mit Eichenlaub. Während des Sommerfeldzugs 1815 wirkte Biron als Brigadekommandeur beim V. Armee-Korps unter Yorck. Eine Stellung als Chef der Landwehr im Departement Posen konnte Biron im Oktober 1815 gesundheitsbedingt nicht antreten. Er erhielt einen längeren Urlaub und wurde schließlich am 4. Dezember 1816 zum Gouverneur von Glatz ernannt. Diese Stellung hatte jedoch nur symbolischen Charakter, da der König ihm die Wahl seines Aufenthaltsortes freistellte. Die meiste Zeit verbrachte Biron daher mit der Wiederherstellung seiner Gesundheit. Am 30. März 1817 wurde er noch zum Generalleutnant befördert.

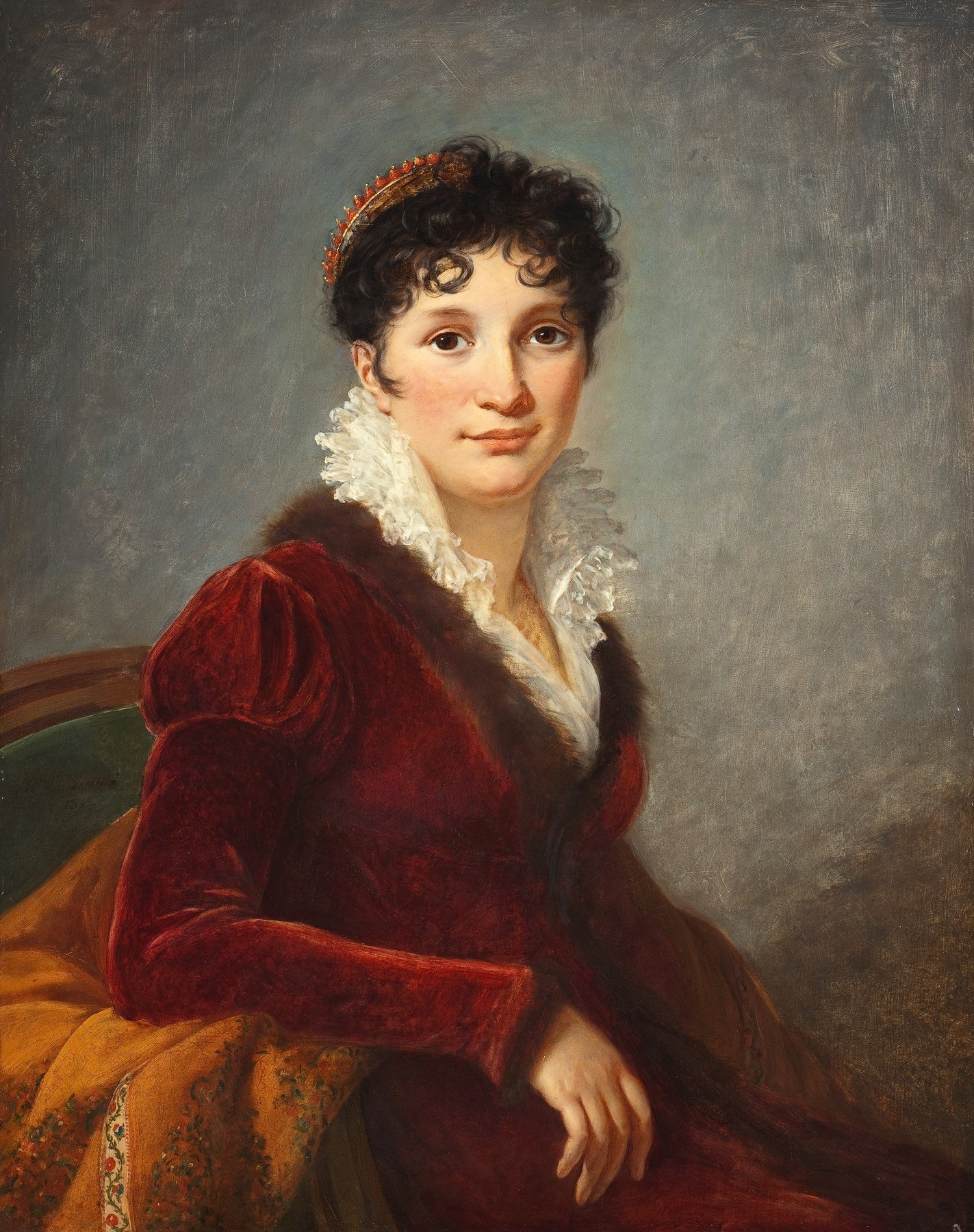
Fanny Prinzessin Biron von Curland

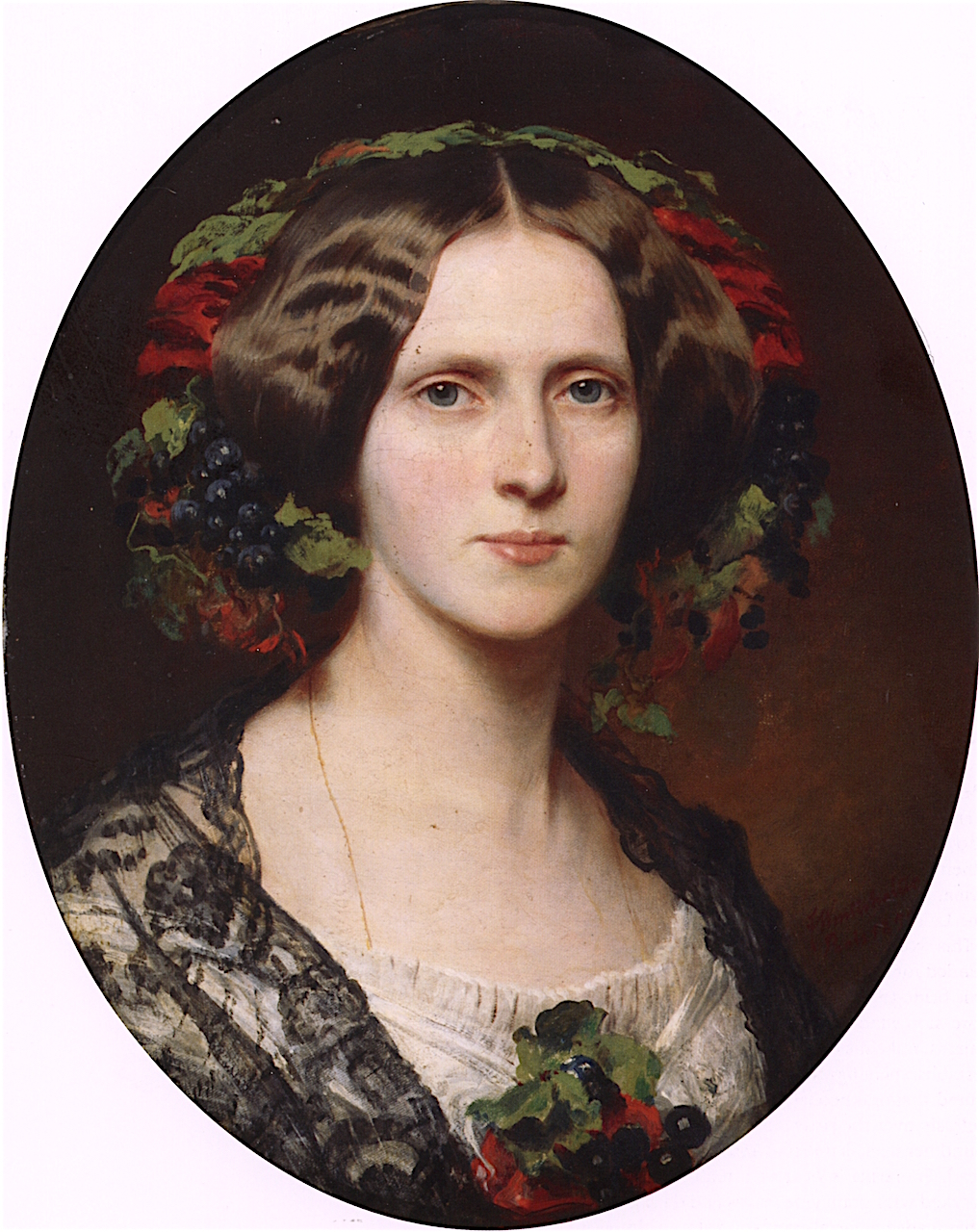
Fanny von Boyen, geborene Prinzessin Biron von Curland

1802 erbte er die schlesische Standesherrschaft Polnisch Wartenberg und erhielt von Zar Alexander I. wegen seiner etwaigen Ansprüche auf Kurland eine jährliche Rente von 18.000 Dukaten, worauf er sich den Titel Fürst Biron-Wartenberg beilegte.
Auf ihn ist der etwas kuriose Name der Familie Prinz Biron von Curland zurückzuführen.

### Familie
Biron heiratete am 8. September 1806 Antoinette Charlotte Luise Franziska Fanny Gräfin von Maltzan (1790–1849). Sie war die Tochter von Joachim Alexander Graf von Maltzan-Wartenberg und dessen Ehefrau Antoinette Wilhelmine, geborne Gräfin von Hoym-Dyhrn sowie eine Enkelin des schlesischen Staatsministers Karl Georg von Hoym. Nach dem Tod von Biron heiratete sie am 28. Juli 1833 den späteren preußischen Generalleutnant Gustav Adolf von Strantz (1784–1865).
Das Paar hat folgende Kinder:
- Luise (1808–1845) ⚭ 30. Mai 1829 Alfred Graf von Hohenthal († 1860), sächsischer Kammerherr
- Laura Franziska Johanna Antonia (1810–1811)
- Karl Friedrich Wilhelm (1811–1848), preußischer Rittmeister und Ritter des Johanniterordens ⚭ 26. Februar 1833 Agnes Gräfin zur Lippe-Biesterfeld (1810–1884), Tochter von Wilhelm Ernst von Lippe-Biesterfeld
- Antoinette (1813–1882) ⚭ 29. Oktober 1834 Lasar Jakimovic von Lasarev († 1871), russischer Generalmajor
- Fanny Julie Johanna Therese (1815–1888) ⚭ 25. Juni 1850 Leopold Hermann von Boyen, preußischer General der Infanterie
- Calixt (1817–1882), Herr auf Groß-Wartenberg ⚭ 6. August 1845 Jelena Prinzessin Mestscherskaja (1820–1905)
- Peter Gustav Hermann (* 1818)